# Daniel Green
Daniel Michael Green (sinh ngày 10 tháng 6 năm 1997) là một cầu thủ bóng đá người Jamaica hiện đang thi đấu ở vị trí tiền đạo cho câu lạc bộ Thành phố Hồ Chí Minh tại V.League 1 và đội tuyển bóng đá quốc gia Jamaica.

## Sự nghiệp

### Quốc tế
Daniel Green đã thi đấu cho các cấp độ đội tuyển trẻ và đội tuyển quốc gia Jamaica.

## Thành tích

### Câu lạc bộ
Tính đến 15 tháng 7 năm 2020.
| Câu lạc bộ     | Mùa       | Giải                    | Giải | Giải      | Cúp  | Cúp       | Khác | Khác      | Tổng | Tổng      |
| Câu lạc bộ     | Mùa       | Hạng đấu                | Trận | Bàn thắng | Trận | Bàn thắng | Trận | Bàn thắng | Trận | Bàn thắng |
| -------------- | --------- | ----------------------- | ---- | --------- | ---- | --------- | ---- | --------- | ---- | --------- |
| Harbour View   | 2016–17   | National Premier League | 15   | 0         | 0    | 0         | 0    | 0         | 15   | 0         |
| Harbour View   | 2017–18   | National Premier League | 25   | 3         | 0    | 0         | 0    | 0         | 25   | 3         |
| Harbour View   | Tổng      | Tổng                    | 40   | 3         | 0    | 0         | 0    | 0         | 40   | 3         |
| Mount Pleasant | 2018–19   | National Premier League | 23   | 4         | 0    | 0         | 0    | 0         | 13   | 2         |
| Mount Pleasant | 2019–20   | National Premier League | 23   | 2         | 0    | 0         | 0    | 0         | 13   | 2         |
| Mount Pleasant | Tổng      | Tổng                    | 46   | 6         | 0    | 0         | 0    | 0         | 46   | 6         |
| Tổng cộng      | Tổng cộng | Tổng cộng               | 86   | 9         | 0    | 0         | 0    | 0         | 86   | 9         |

### Thống kê
Tính đến 25 tháng 1 năm 2019.
| Đội tuyển quốc gia | Năm  | Trận | Bàn thắng |
| ------------------ | ---- | ---- | --------- |
| Jamaica            | 2018 | 1    | 1         |
| Tổng               | Tổng | 1    | 1         |

### Bàn thắng quốc tế
Bàn thắng của đội tuyển Jamaica được liệt kê trước.
| #  | Ngày                | Địa điểm                                                  | Đối thủ | Bàn thắng | Kết quả | Giải đấu |
| -- | ------------------- | --------------------------------------------------------- | ------- | --------- | ------- | -------- |
| 1. | 29 tháng 4 năm 2018 | Sân vận động Kirani James Athletic, St. George's, Grenada | Grenada | 1–0       | 5–1     | Giao hữu |